# ピーキー・ブラインダーズ
『ピーキー・ブラインダーズ』は、キリアン・マーフィー主演のイギリスのテレビドラマシリーズであり、同名の1890年代から20世紀初頭にかけてバーミンガムに実在した19世紀の都市のギャンググループであるピーキー・ブラインダーズを題材にしている。シーズン4まではBBC Two、シーズン5からはBBC Oneで放映されており、シーズン7までの製作が予定されている。イギリス以外ではネットフリックスが全世界で独占配信している。

## 概要
実在したギャング、ピーキーブラインダーズを元に製作されたドラマで、次男トーマスを中心としたシェルビー家がブックメーカーなどを生業するギャングとして、バーミンガムから成りあがっていく様子が描かれている。
劇中では、英米のロックバンドの楽曲が場面に合わせて使用されており、ストリーミング配信ではプレイリストも作られている。
そのほか、同じ英国人でも、階級、思想、ルーツなどが異なるグループが対立する描写がされている。

## キャスト
トーマス・シェルビー
演 - キリアン・マーフィー、日本語吹替 - 内田夕夜
シェルビー家の次男で、ピーキーブラインダーズの実質的なリーダー。劇中では“トミー”と愛称で呼ばれることも多い。第一次世界大戦に従軍し、ソンムの戦いでメダルも授与されたが、戦後はPTSDに悩まされている。冷静沈着で頭が良く、冷酷かつ非情な性格だが家族思いな一面も持つ。シェルビー家にはジプシーの血が流れており、トーマスも時折ロマ語を話す。ヘビースモーカー。
アーサー・シェルビー
演 - ポール・アンダーソン、日本語吹替 - 魚建
シェルビー家の長男で、ピーキーブラインダーズの表のリーダー。トーマスと共に第一次世界大戦に従軍している。冷静なトーマスと違って感情的になりやすい性格ながらトーマスにとってはよき理解者である。トーマス以上に重度のPTSDに悩まされており、精神面の脆さを露呈する事もある。
ポリー・グレイ
演 - ヘレン・マックロリー、日本語吹替 - 宮寺智子
トーマスたちの伯母であり母親代わりのような存在。トーマスと同様に冷静沈着で頭がよく冷酷な面もあるが、あまりに危険を冒しすぎるトーマスとはよく意見が対立する。警察によって息子と娘から強制的に引き離された過去を持つ。
エイダ・シェルビー（ソーン）
演 - ソフィー・ランドル、日本語吹替 - 内藤有海
シェルビー家の長女。シーズン1でトミーの戦友であり、共産主義者でもあるフレディ・ソーンと結婚し一児を設ける。シーズン1では子供っぽい言動が目立ったが、シーズンが進むにつれてシェルビー家でも重要な役割を果たすようになる。
ジョン・シェルビー
演 - ジョー・コール、日本語吹替 - 遠藤純平
シェルビー家の三男。従軍経験もあるが、トーマスやアーサーと違いPTSDに悩まれている様子はなく無鉄砲なところも多い。
グレース・バーグス
演 - アナベル・ウォーリス、日本語吹替 - 甲斐田裕子
シェルビー家の縄張りのバーで情報提供（スパイ）をするためにキャンベル警部に送り込まれた美しいアイルランド人。あまりに場違いなため、最初は「娼婦」ではないかとトーマスやバーの店長から不思議がられていた。過去に警官であった父親をIRAに殺されている。
チャーリー・ストロング
演 - ネッド・デネヒー、日本語吹替 - 小原雅人
ジェレマイア・ジーザス
演 - ベンジャミン・ゼファナイア
キャンベル警部
演 - サム・ニール、日本語吹替 - 内田直哉
ウィンストン・チャーチルの命を受け、バーミンガムのシェルビー家の縄張りへ派遣されてきた刑事。強奪された武器をめぐってトーマスたちと対立する。従軍経験はない。
フレディ・ソーン
演 - イド・ゴールドバーグ
ロバーツ
演 - デヴィッド・ドーソン
ウィンストン・チャーチル
演 - アンディ・ナイマン（シーズン1）/ リチャード・マッケイブ（シーズン2）/ ニール・マスケル（シーズン5 - 6）
ビリー・キンバー
演 - チャーリー・クリード＝マイルズ
アーサー・シェルビー・Sr.
演 - トミー・フラナガン
ダービー・サビーニ
演 - ノア・テイラー
アルフィー・ソロモンズ
演 - トム・ハーディ、日本語吹替 - 鶴岡聡
シーズン2より登場。ロンドンを根城とするユダヤ系ギャングのリーダー。掴みどころがなく強かな人物だが、トーマスとは利害が一致すれば協力する。
メイ・フィッツ・カールトン
演 - シャーロット・ライリー
マイケル・グレイ
演 - フィン・コール、日本語吹替 - 矢野智也
シーズン2より登場。幼少期にポリーと引き離された彼女の実の息子。里親の下で暮らしていたが居場所を突き止めたトミーから実の母親がポリーだと知らされ、その後はピーキー・ブラインダーズの一員となる。野心家でトミーのようになりたいと思うようになる。シーズン3では周りからは、話し方や振る舞いがトミーに似てきたと茶化される一幕がある。
リジー・シェルビー（スターク）
演 - ナターシャ・オキーフ、日本語吹替 - 水神のりこ
エスメ・シェルビー＝リー
演 - エイミー＝フィオン・エドワーズ、日本語吹替 - 櫻庭有紗
タチアナ・ペトロヴナ
演 - ハイテ・ヤンセン
ルーベン・オリヴァー
演 - アレクサンダー・シディグ
ジョニー・ドッグス
演 - パッキー・リー、日本語吹替 - 宮本淳
ロマノフ
演 - ヤン・ベイヴート
イザベラ・ペトロヴナ
演 - ディナ・コルズン
ジョン・ヒューズ神父
演 - パディ・コンシダイン
シーズン3に登場。ピーキー・ブラインダーズと接触し、非合法な仕事を依頼してきた政府関係筋との仲介をする牧師。ロシア革命により亡命してきた王族とトミーを接触させる。
リンダ・シェルビー
演 - ケイト・フィリップス、日本語吹替 - 田中杏沙
ジェシー・エデン
演 - チャーリー・マーフィー
ルカ・シャングレッタ
演 - エイドリアン・ブロディ、日本語吹替 - 小松史法
シーズン4に登場。シーズン3でトミーに父親を殺された事への報復として、シェルビー家を皆殺しにするためにアメリカからやってきた。ギャングとは違い冷酷非道で容赦のないイタリア系マフィアのボス。
カーリー
演 - イアン・ペック、日本語吹替 - 菊地達弘
ボニー・ゴールド
演 - ジャック・ローワン
アベラマ・ゴールド
演 - エイダン・ギレン
シーズン4より登場。シャングレッタとの抗争に備えてトミーが協力を頼んだジプシー。ジプシーたちの間では、かなりの危険人物と認知されている。
ジーナ・グレイ
演 - アニャ・テイラー＝ジョイ、日本語吹替 - 志田有彩
シーズン5より登場。マイケル・グレイのアメリカ人の妻。
ベン・ヤンガー大佐
演 - キングズリー・ベン＝アディル
オズワルド・モーズリー
演 - サム・クラフリン、日本語吹替 - 櫻井孝宏
シーズン5より登場。ファシストの政治家。
ジミー
演 - ブリアン・グリーソン
Mother Superior
演 - ケイト・ディッキー
ブリリアント・チャン
演 - アンドリュー・小路
バーニー
演 - コスモ・ジャーヴィス
フィン・シェルビー
演 - アルフィー・エヴァンズ＝ミース（シーズン1）/ ハリー・カートン（シーズン2 - 6）、日本語吹替 - 白石兼斗
ローラ・マッキー / スイング
演 - シャーリーン・マッケンナ、日本語吹替 - 高宮彩織
フランシス
演 - ポーリン・ターナー、日本語吹替 - 髙梨愛
ダイアナ・ミットフォード
演 - アンバー・アンダーソン、日本語吹替 - 永宝千晶
ジャック・ネルソン
演 - ジェームズ・フレッシュヴィル、日本語吹替 - 森宮隆
ヘイデン・スタッグ
演 - スティーヴン・グレアム、日本語吹替 - 花輪英司
デューク・シェルビー
演 - コンラッド・カーン、日本語吹替 - 石川界人
イザイア・ジーザス
演 - ジョーダン・ボルジャー（シーズン2 - 4）/ ダリル・マコーマック（シーズン5 - 6）、日本語吹替 - 徳石勝大
ビリー・グレード
演 - エメット・J・スキャンラン

## シーズン
| シーズン | シーズン | 話数 | 話数 | 放送期間       | 放送期間       | 放送期間 | 英国での平均視聴者数 (百万) |
| シーズン | シーズン | 話数 | 話数 | 初回放送       | 最終回放送     | 放送局   | 英国での平均視聴者数 (百万) |
| -------- | -------- | ---- | ---- | -------------- | -------------- | -------- | --------------------------- |
|          | 1        | 6    | 6    | 2013年9月12日  | 2013年10月17日 | BBC Two  | 2.38                        |
|          | 2        | 6    | 6    | 2014年10月2日  | 2014年11月6日  | BBC Two  | 2.18                        |
|          | 3        | 6    | 6    | 2016年5月5日   | 2016年6月9日   | BBC Two  | 2.38                        |
|          | 4        | 6    | 6    | 2017年11月15日 | 2017年12月20日 | BBC Two  | 3.35                        |
|          | 5        | 6    | 6    | 2019年8月25日  | 2019年9月22日  | BBC One  | 5.87                        |
|          | 6        | 6    | 6    | 2022年2月27日  | 2022年4月3日   | BBC One  | 5.42                        |